# وزارت برق، آب و انرژی‌های تجدیدپذیر (کویت)
وزارت برق، آب و انرژی‌های تجدیدپذیر (انگلیسی: Ministry of Electricity, Water and Renewable Energy) یکی از سازمان‌های دولتی کویت است که جزئی از کابینه این کشور محسوب می‌شود. وزیر فعلی این وزارتخانه صبيح عبدالعزيز المخيزيم است.
این وزارتخانه در ۱۷ ژانویه ۱۹۶۲ تأسیس شد و پیش از آن با نام وزارت برق و آب شناخته می‌شد تا اینکه نام انرژی‌های تجدیدپذیر به این وزارتخانه اضافه شد. این وزارتخانه مسئول ارائه خدمات برق و آب به بیش از سه میلیون مصرف‌کننده است. دفتر اصلی آن در منطقه وزارتخانه، در جنوب سوره واقع شده است.

## اهداف وزارتخانه
وزارت برق، آب و انرژی‌های تجدیدپذیر مسئول تأمین نیازهای کشور به برق و آب برای مصارف و تولید است. این وزارتخانه مسئول موارد زیر است:
- تأسیس، بهره‌برداری و مدیریت نیروگاه‌های تولید برق که از سوخت استخراج‌شده از زمین استفاده می‌کنند و نیروگاه‌های تولید برق که از انرژی‌های پاک یا انرژی تجدیدپذیر استفاده می‌کنند.
- ایجاد، بهره‌برداری و مدیریت شبکه‌های انتقال نیروی برق و شبکه‌های توزیع.
- احداث، بهره‌برداری و مدیریت کارخانه‌های تولید و نمک‌زدایی آب.
- تأسیس، بهره‌برداری و مدیریت ایستگاه‌های ذخیره‌سازی آب و شبکه انتقال و توزیع آب تولید شده از کارخانه‌های تولید و نمک‌زدایی آب یا آب استخراج شده از زمین
- پیشنهاد سیاست کلی دولت در رابطه با تولید و مصرف آب، برق و انرژی‌های تجدیدپذیر
- ایجاد، بهره‌برداری و مدیریت ایستگاه‌های صرفه‌جویی و ذخیره‌سازی انرژی مازاد از منابع انرژی الکتریکی یا تجدیدپذیر
- ایجاد، بهره‌برداری و مدیریت مراکز توزیع برق مورد استفاده در حمل و نقل عمومی و خصوصی
- واردات انرژی الکتریکی از طریق اتصال شبکه برق برای استفاده در داخل کشور کویت یا صادرات آن به نحوی که با قوانین جاری در کشور کویت مغایرت نداشته باشد.
- تصویب مشخصات فنی در زمینه تولید، توزیع و مصرف انرژی آب و برق
- توسعه روابط با کشورها و سازمان‌های عربی و خارجی در امور آب، برق و انرژی‌های تجدیدپذیر
- خرید انرژی تجدیدپذیر تولید شده از دیگران، با توجه به شرایط و رویه‌های تعیین شده توسط وزارتخانه مطابق با قوانین جاری در کشور کویت.
- انجام تحقیقات و مطالعات علمی و عملی به صورت مستقل یا با همکاری سازمان‌های کشورهای عربی یا خارجی، یا با همکاری مراکز تحقیقاتی تخصصی در زمینه تولید، انتقال، ذخیره‌سازی و مصرف انرژی برق و آب
- اکتشاف آب‌های زیرزمینی، حفاظت از مکان‌های کشف‌شده و تنظیم استخراج و استفاده از آب‌های زیرزمینی
- انجام قراردادهایی به منظور اتصال برق و تبادل انرژی الکتریکی با سایر کشورها، از طریق دولت کویت

منابع:

## فهرست وزیران
| نام                               | از   | تا     |
| --------------------------------- | ---- | ------ |
| جابر العلی السالم الصباح          | ۱۹۶۲ | ۱۹۶۴   |
| خالد المسعود الفهید               | ۱۹۶۴ | ۱۹۶۴   |
| عبدالعزیز محمد الشایع             | ۱۹۶۴ | ۱۹۶۴   |
| عبدالله احمد السميط               | ۱۹۶۵ | ۱۹۷۰   |
| صالح عبدالملک الصالح              | ۱۹۷۰ | ۱۹۷۱   |
| عبدالعزيز عبد لله الصالح الصرعاوی | ۱۹۷۱ | ۱۹۷۱   |
| عبدالله یوسف احمد الغانم          | ۱۹۷۱ | ۱۹۷۹   |
| حمد مبارک حمد العیار              | ۱۹۷۹ | ۱۹۷۹   |
| خلف حمد الخلف                     | ۱۹۷۹ | ۱۹۸۱   |
| محمد السید عبدالمحسن الرفاعی      | ۱۹۸۵ | ۱۹۸۸   |
| حمود عبدالله الرقبه               | ۱۹۸۸ | ۱۹۹۱   |
| احمد محمد العدسانی                | ۱۹۹۱ | ۱۹۹۴   |
| جاسم محمد العون                   | ۱۹۹۴ | ۱۹۹۸   |
| عادل خالد الصبیح                  | ۱۹۹۹ | ۲۰۰۱   |
| طلال مبارک العيار                 | ۲۰۰۱ |        |
| راشد سیف الحجیلان                 | ۲۰۰۳ | ۲۰۰۳   |
| شیخ احمد الفهد الصباح             | ۲۰۰۳ |        |
| شیخ علی جراح الصباح               | ۲۰۰۶ | ۲۰۰۷   |
| محمد عبدالله علیم                 | ۲۰۰۸ | ۲۰۰۸   |
| نبیل خلف بن سلامه                 | ۲۰۰۹ | ۲۰۰۹   |
| بدر الشريعان                      | ۲۰۰۹ | ۲۰۱۱   |
| سالم الاذينه                      | ۲۰۱۱ | ۲۰۱۲   |
| عبدالعزیز عبداللطیف ابراهیم       | ۲۰۱۲ | ۲۰۱۵   |
| احمد خالد الجسار                  | ۲۰۱۵ | ۲۰۱۶   |
| عصام عبدالمحسن المرزوق            | ۲۰۱۶ | ۲۰۱۷   |
| بخیت الرشیدی                      | ۲۰۱۷ | ۲۰۱۸   |
| خالد الفاضل                       | ۲۰۱۸ | ۲۰۲۰   |
| محمد بوشهری                       | ۲۰۲۰ | ۲۰۲۰   |
| خالد الفضل                        | ۲۰۲۰ | ۲۰۲۰   |
| محمد الفارس                       | ۲۰۲۰ | ۲۰۲۱   |
| مشعان العتیبی                     | ۲۰۲۱ | ۲۰۲۱   |
| محمد الفارس                       | ۲۰۲۱ | ۲۰۲۲   |
| علی الموسی                        | ۲۰۲۲ | ۲۰۲۲   |
| امانی سلیمان بوقماز               | ۲۰۲۲ | ۲۰۲۳   |
| مطلق العتیبی                      | ۲۰۲۳ | ۲۰۲۳   |
| جاسم الاستاد                      | ۲۰۲۳ | ۲۰۲۴   |
| سالم فلاح الحجرف                  | ۲۰۲۴ | ۲۰۲۴   |
| محمود عبدالعزیز محمود بوشهری      | ۲۰۲۴ | ۲۰۲۵   |
| نورا محمد المشعان (کفیل)          | ۲۰۲۵ | ۲۰۲۵   |
| صبيح عبدالعزيز المخيزيم           | ۲۰۲۵ | تاکنون |

منبع: